# Festuca kingii
Festuca kingii là một loài thực vật có hoa trong họ Hòa thảo. Loài này được (S.Watson) Cassidy mô tả khoa học đầu tiên năm 1890.